# Calamotta
Calamotta o Calamota (in croato Koločep) è un'isola della Croazia, nell'arcipelago delle isole Elafiti, situata di fronte alla costa dalmata, a nord-ovest di Ragusa nel mare Adriatico. Amministrativamente appartiene alla città di Ragusa (Dubrovnik) nella regione raguseo-narentana.

## Geografia
Calamotta è separata dalla terraferma dal canale di Calamotta o Calamota (Koločepski kanal); si trova all'altezza di Malfi (Zaton) e circa 4 M a nord-ovest di Gravosa (Gruž), il porto a nord di Ragusa. Il passaggio Bocca di Calamotta (Koločepska Vrata) la separa a ovest dall'isola di Mezzo, mentre la Bocca o Porta Grande (Velika Vrata) la separa a sud est dalla penisola di San Martino (Lapad).
Calamotta ha una forma molto irregolare con promontori e insenature; le due principali sono, a nord-ovest, il Porto Calamotta (uvala Donje Čelo) delimitato dalle punte Macius (rt Mačuš) e Rataz (rt Ratac), dove si trova il villaggio di Calamotta Inferiore (Donje Čelo); e Valle Calamotta (uvala Gornje Čelo) a est, delimitata dalle punte Marin (Marin rat) e Bulinac o Bulina (rt Bulinak) con l'insediamento di Calamotta di Levante (Gornje Čelo). Tutto il lato sud-occidentale, che va da punta Ciavallica o Ciavalizza (rt Čavalika), a ovest, a punta di Sopra o Besden (rt Bezdanj), a sud, presenta molti scogli in prossimità della costa. A punta di Sopra c'è un faro.
L'isola ha una superficie di 2,44 km², lo sviluppo costiero è di 12,869 km e l'altezza massima, 125 m, è quella del monte Croce (Križ), che si trova a ovest; al centro dell'isola il monte Calamotta (Spasovo o Kameno brdo) misura 97,2 m.

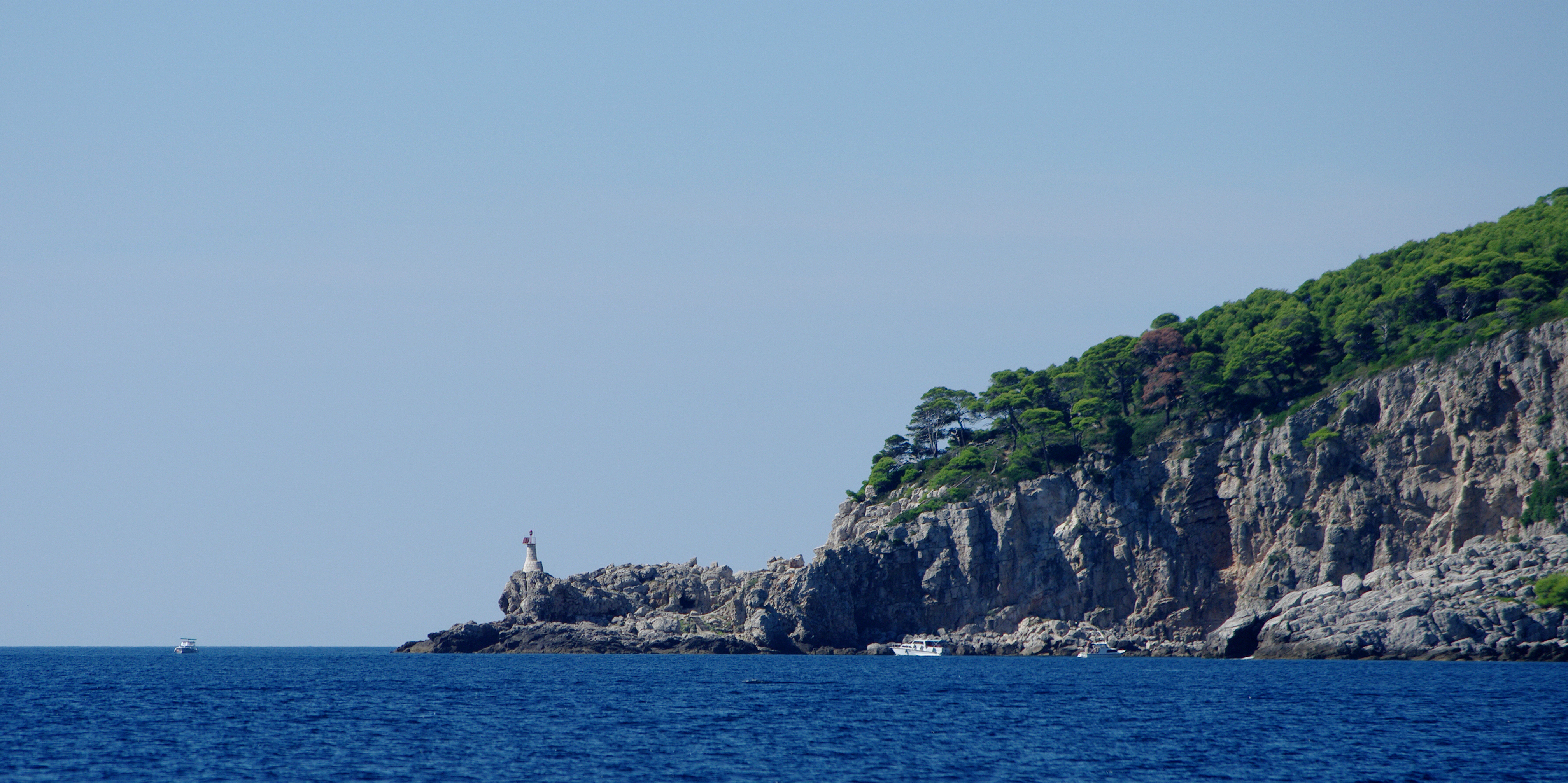
Il faro di punta di Sopra

### Isole adiacenti
- Mezzo (Lopud), a ovest.
- scogli Scupielli[21][22] o Scupieli[7] (dal greco skupulos, scogli[21]), situati a sud di Mezzo e Valle Bisson:
  - Scupielli grande[22], scoglio Scupielli[14] o scoglio Donzella[12][23] (Veliki Skupio), circa 1 M a ovest di punta Ciavallica; ha un'area di 2980 m²[24] 42°40′18″N 17°57′54″E.
  - Scupielli piccolo[22] (hrid Mali Skupio), a soli 50 m da punta Mercica (isola di Mezzo); ha un'area di 800 m²[24] 42°40′30″N 17°57′26″E.
- Sant'Andrea (Sveti Andrija), a sud-ovest.
- Dassa (Daksa), a est.
- Scogli Pettini, a sud-est, vicino alla penisola di San Martino.

## Storia
Chiamata Kalamota dai Greci nel IV sec. a.C. e poi Calophodia dai Romani nel II sec a.C., come riportato da Plinio il Vecchio, nel Medioevo fu chiamata Calaphota o Calamota.

### Cartografia
- (HR) Mappa topografica della Croazia 1:25000, su preglednik.arkod.hr. URL consultato il 27 febbraio 2017.
- G. Giani, Carta prospettiva delle Comuni censuarie della Dalmazia, foglio 12, 1839. Fondo Miscellanea cartografica catastale, Archivio di Stato di Trieste.
- Carta di cabottaggio del mare Adriatico, foglio XIII, Milano, Istituto geografico militare, 1822-1824. URL consultato l'11 marzo 2021 (archiviato dall'url originale il 13 aprile 2013).